# Peter Hannan (Kameramann)
Peter Hannan (* 1. Februar 1941 in Sydney) ist ein australischer Kameramann.
In Sydney geboren und aufgewachsen, ist er seit den 1960er Jahren in Großbritannien und Australien im Filmgeschäft aktiv. Eine seiner ersten Anstellungen hatte er als Kameraassistent bei 2001: Odyssee im Weltraum von Stanley Kubrick. Seit 1972 ist er als eigenständiger Kameramann tätig. Als solcher war er bislang an mehr als 30 Produktionen beteiligt, darunter Filme wie Der Sinn des Lebens, Auf Messers Schneide und Withnail & I. Neben seiner Arbeit als Chef-Kameramann war er zusätzlich an Großproduktionen wie Sleepy Hollow, Harry Potter und der Gefangene von Askaban und Children of Men als Kameramann der Second Unit beteiligt.
2001 gewann er für seine Arbeit am Fernsehfilm Längengrad einen BAFTA TV Award. Im Jahr 2006 wurde er gemeinsam mit Laurie Frost und Richard Loncraine mit einem Oscar in der Kategorie Wissenschaft und Entwicklung geehrt, nachdem sie eine fernbedienbaren Kamerakopf entwickelt hatten.

## Filmografie (Auswahl)
- 1972: Tour London to Istanbul (Dokumentarfilm)
- 1975: Eskimo Nell
- 1975: Slade in Flame
- 1977: Julias unheimliche Wiederkehr (Full Circle)
- 1978: Die Stute (The Stud)
- 1981: Sredni Vashtar (Kurzfilm)
- 1982: Ein gefährlicher Sommer (A Dangerous Summer)
- 1982: Der Missionar (The Missionary)
- 1983: Der Sinn des Lebens (The Meaning of Life)
- 1984: Auf Messers Schneide (The Razor's Edge)
- 1985: Dance with a Stranger
- 1985: Insignificance – Die verflixte Nacht (Insignificance)
- 1985: Ozeanische Gefühle (Turtle Diary)
- 1986: Club Paradise
- 1986: Half Moon Street
- 1987: Withnail & I
- 1987: Die große Sehnsucht der Judith Hearne (The Lonely Passion of Judith Hearne)
- 1988: Eine Handvoll Staub (A Handful of Dust)
- 1989: Ein erfolgreicher Mann (How to Get Ahead in Advertising)
- 1991: Nicht ohne meine Tochter (Not Without My Daughter)
- 2000: Längengrad (Longitude, Fernsehfilm)
- 2002: Churchill – The Gathering Storm (The Gathering Storm, Fernsehfilm)
- 2002: Puckoon
- 2015: Zufällig allmächtig (Absolutely Anything)
- 2015: Dough